# 今井雅隆
今井雅隆（1959年4月2日—），前日本職業足球員，日本國家五人制足球隊成員。

## 俱乐部生涯
1982年，今井雅隆在本田开始足球生涯。1990年，引退。

## 日本國家五人制足球隊
今井雅隆参加了1989年室內五人足球世界錦標賽。

## 外部連結
- （日語）J.League Data Site（页面存档备份，存于）